# Génération citoyens
Génération citoyens (GC) est un parti politique français, né en juillet 2015 d'une scission de Nous Citoyens. Il est dirigé par Jean-Marie Cavada, député européen jusqu’en 2019.

## Historique

### Scission de Nous Citoyens et création
En mai 2015, à la suite de nombreuses différences de point de vue sur la gouvernance du parti Nous Citoyens, une majeure partie des délégués régionaux et départementaux demandent à devenir membres actifs afin de participer aux responsabilités du parti et de contrôler les comptes. Après un nouveau refus par les quatre membres qui cooptent seuls les nominations comme membres actifs, les demandeurs saisissent le président afin d'amender cette règle. Jean-Marie Cavada, réalisant que tout en étant président, il n'avait pas accès à l'intégralité des données et des comptes, propose une assemblée générale extraordinaire afin d'établir une réelle transparence et un partage de la gouvernance. Devant un nouveau refus des quatre membres actifs, le 29 juin 2015, Cavada annonce sa démission du mouvement,, déclarant sa décision justifiée par des divergences de point de vue sur la gouvernance du parti,,. À la suite de cela, une pétition (qui recueille 573 signatures) est lancée sur Change.org. Il s'agit d'une lettre adressée à Denis Payre demandant de nouveaux statuts pour rendre le fonctionnement du parti plus transparent et démocratique. Mais cette pétition, clôturée le 14 juillet, n'arrive pas à sauver la situation et deux vice-présidentes ainsi que les délégués régionaux et départementaux de Bretagne, Aquitaine, Bourgogne, PACA (Franck Chauvet, membre du COMEX), Languedoc-Roussillon, Picardie (Jean-Marie Bertheli), Haute-Normandie (Alexia Germont), Corse, Poitou-Charentes, Champagne-Ardenne, Île-de-France-Ouest et Paris-Est démissionnent.

### Période de création et de lancement du nouveau parti
Les personnes démissionnaires de Nous Citoyens décident en juillet 2015 de fonder un nouveau parti, Génération citoyens. Jean-Marie Cavada en devient le premier président,,. Les statuts du nouveau mouvement sont signés rapidement.
Les cofondateurs du mouvement sont Alexia Germont et Franck Chauvet. Jean-Marie Cavada le rejoint au mois de septembre,.
Jean-Marie Cavada et Franck Chauvet publient en septembre 2015 une ébauche de la doctrine du mouvement où il se positionne notamment contre la « bourgeoisie de fonction ».
Le 26 septembre 2015 a lieu un « congrès des fondateurs » conduit par Nicolas Bouzou qui crée le Conseil national de la réforme (CNR).
En octobre 2015, « Aux urnes citoyens », une plateforme collaborative ouverte aux autres mouvements politiques est mise en fonctionnement. L'idée à l'origine de ce lancement est le besoin d'un rassemblement avec tous les partis citoyens.
Le 17 octobre 2015, lors de la première réunion fondatrice, les adhérents élisent la première équipe dirigeante (appelée « équipe présidentielle ») par un vote internet et in situ.
Le jeudi 29 octobre, le Parti des Hautes-Alpes annonce rejoindre Génération citoyens, tout en conservant sa liberté sur le plan local.

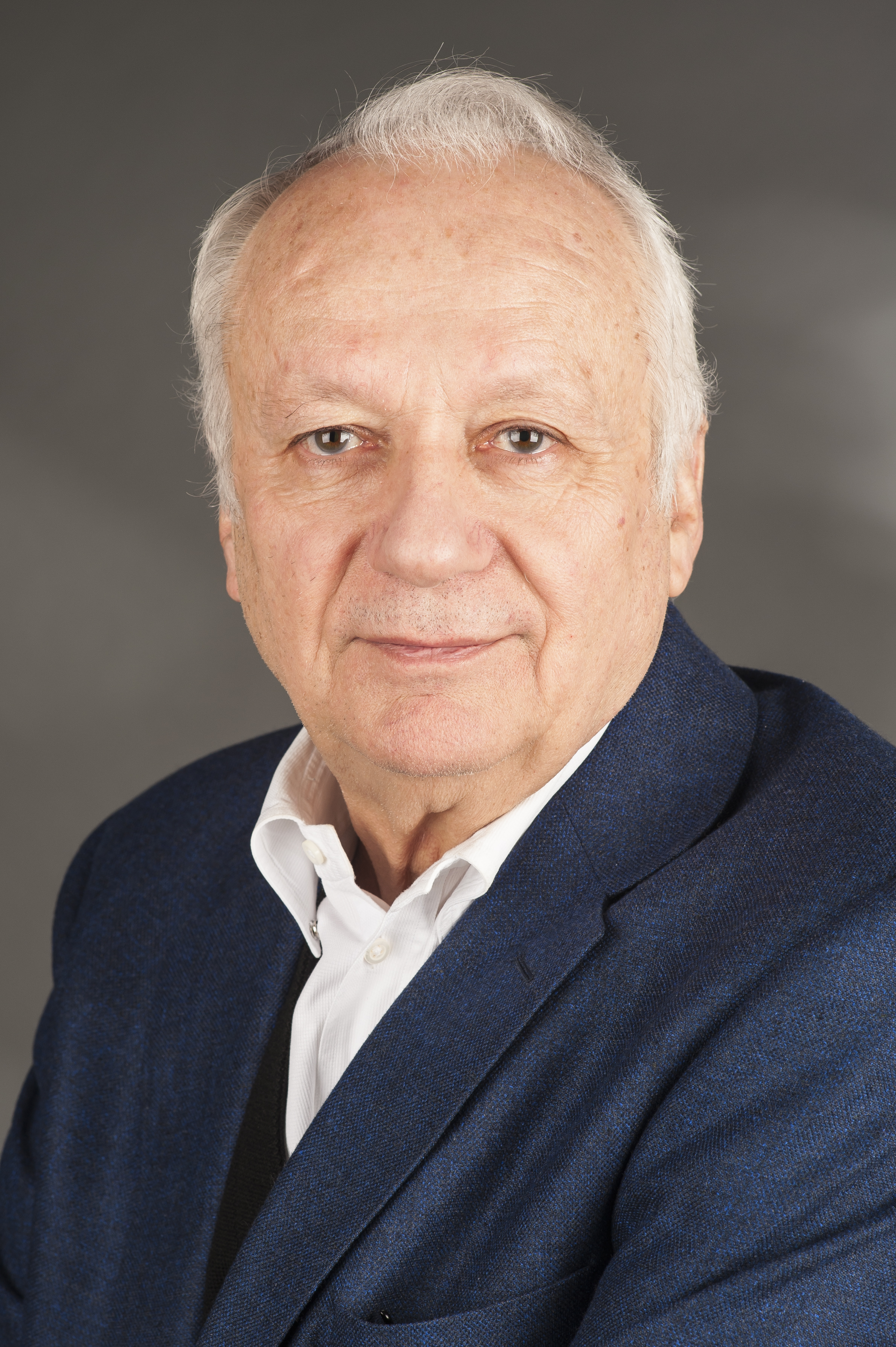
Jean-Marie Cavada.

### Premières confrontations aux urnes
Génération citoyens participe à deux listes pour les élections régionales de 2015 :
- Dans la région Île-de-France, avec le PLD et Aurélien Véron en tête de liste. Cette liste recueille 23 885 et 0,76% des suffrages[20],[21].
- Dans la région Auvergne-Rhône-Alpes, la liste 100 % Citoyen, menée par Éric Lafond, qui obtient 1,56 % des suffrages[22]).

Le 24 janvier 2016, Génération Citoyens réalise avec le Parti des Hautes-Alpes un score de 7,44 % lors d'une départementale partielle à Gap, dans les Hautes-Alpes,.

### Préparation des échéances de 2017
Le 11 février 2016, Génération citoyens coorganise à Lyon la première réunion Agora2017, point de rencontre de différentes initiatives démocratiques et citoyennes.
Le 11 avril 2016, Génération citoyens initie avec d'autres mouvements (Bleu-Blanc-Zèbres,, Cap21, Nous Citoyens, le Pacte civique et la Transition) la « Primaire des Français ». Cet outil servira à désigner pour la présidence de la République un candidat issu des mouvements citoyens,,,,.
Mais la primaire des Français vole en éclats à la suite du passage d'Alexandre Jardin, fondateur de Bleu-Blanc-Zèbres, lors d'un meeting de soutien à Emmanuel Macron le 12 juillet 2016. Le discours ambigu de 20 minutes de Jardin lors de cette soirée marque une fissure dans cette primaire qui tarde à passer le cap des 80 000 signatures alors que 500 000 étaient annoncées initialement,.
Le 31 janvier 2017, Jean-Marie Cavada publie un communiqué dans lequel il annonce le soutien de Génération citoyens à Emmanuel Macron, candidat à l'élection présidentielle.

## Programme et propositions

### Positionnement
Génération citoyens refuse de se positionner dans un clivage droite-gauche.
Parmi les idées fondatrices du mouvement, on trouve le libéralisme économique et social, la moralisation de la vie politique, la démocratie locale et participative et l'intérêt d'un État régalien et non jacobin. Isabelle Bordry (vice-présidente du parti et déléguée du Mouvement européen - France) a affirmé la conviction libérale et sociale du mouvement dans sa façon d'appréhender l’économie et l'emploi.
Dans son livre L'Élu face au numérique, la vice-présidente du mouvement, Pascale Luciani-Boyer (membre du Conseil national du numérique), expose la « mutation » de la société civile à l'échelle territoriale face à l'évolution numérique.

### Premières propositions
L'accent est mis dans les premières mesures vers la moralisation et le renouvellement de la vie politique.
Sur la mandature :
- Non-cumul des mandats
- Mandat renouvelable une seule fois
- Inéligibilité à vie des élus condamnés
- Publication durant le mandat des revenus des élus
- Publication du patrimoine au début de la première mandature et à chaque mandat
- Réduction des avantages des élus
- Mise en place d'une commission indépendante de contrôles des frais des élus
- Lutte contre l’absentéisme des élus nationaux

Sur les scrutins :
- Comptabilisation du vote blanc
- Introduction d'une part de proportionnelle dans les élections législatives
- Harmonisation des élections afin de limiter le nombre de dates de scrutins
- Référendum d’initiative régionale[44]

Sur les structures politico-administratives :
- Réduction globale du nombre d'élus : disparition des départements et du Sénat, augmentation de la taille des circonscriptions pour réduire le clientélisme et le nombre de députés
- Réduction du nombre de strates politique et administratives à quatre : l'Europe, le national, la région et l'intercommunalité, (la commune garde son identité mais ses élus siègent à l'intercommunalité)
- Arrêt total des réserves parlementaires et ministérielles
- Réforme des organismes paritaires[46]

## Fonctionnement du mouvement

### Structure interne

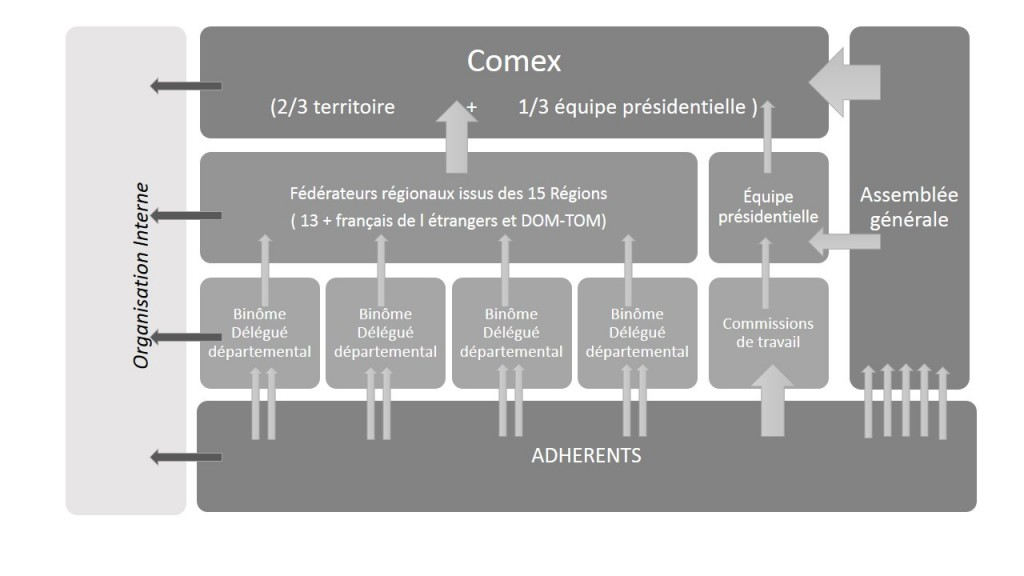
Gouvernance de Génération citoyens.

Les dirigeants de Génération citoyens ont décidé que le fonctionnement du parti serait décentralisé. Les régions possèdent les deux tiers des voix de l'instance dirigeante. Le but est d'élaborer un programme avec les citoyens en utilisant tous les moyens numériques.
Les projets de l’équipe dirigeante dépassent le champ de la simple proposition de la direction du parti vers la base des adhérents. La suggestion est faite d'un véritable travail collaboratif piloté par quelques experts grâce aux technologies numériques. Cela passera notamment par la mise en place d'échanges d’idées entre les citoyens et des experts, pour établir une véritable démocratie participative numérisée. Par ailleurs, le vote par internet est encouragé.